# Pavel Loskutov
Pavel Loskutov (Estonia, 2 de diciembre de 1969) es un atleta estonio retirado especializado en la prueba de maratón, en la que ha conseguido ser subcampeón europeo en 2002.

## Carrera deportiva
En el Campeonato Europeo de Atletismo de 2002 ganó la medalla de plata en la carrera de maratón, recorriendo los 42,195 km en un tiempo de 2:13:18 segundos, llegando a meta tras el finlandés Janne Holmén y por delante del español Julio Rey (bronce).